# 佩尔维涅茨号铁甲舰
“佩尔维涅茨”号铁甲舰（俄语：Первенец）是一艘在19世纪60年代建造的俄罗斯帝国海军佩尔维涅茨级船旁列炮铁甲舰。由于当时没有俄罗斯本土船厂掌握建造铁壳装甲船所需的技术，因此该舰不得不在英国建造。完工后，该舰被分配到波罗的海舰队，并且从未离开过俄罗斯水域。“佩尔维涅茨”号在其整个服役生涯中一直在炮术训练支队服役，直到1904年被编入预备役。次年，该舰被解除武装并除籍，最终于1908年出售。在俄国内战结束后，该舰于1922年被苏联军队重新整编，并用于运输和储存煤炭，一直使用到20世纪50年代末才被废弃。不过该舰直到20世纪60年代初才被拆解。

## 设计
该舰被设计为一艘岸防舰，用于保护通往圣彼得堡的通道，并被称为“自行式装甲水上炮台”。因此，重型武器和防护是该舰设计中最重要的因素。由于当时俄罗斯没有造船厂能够建造铁壳装甲战舰，因此向英国订购了“佩尔维涅茨”号。该舰的名字意为“长子”，指的是俄罗斯帝国的继承人皇太子。
“佩尔维涅茨”号全长220英尺（67.1），舷宽53英尺（16.2），设计吃水深14英尺6英寸（4.4），排水量达到3,277長噸（3,330公噸）。铁质舰体有比较明显的内倾。该舰的舰首和舰尾装有大型撞角，舰尾的撞角还能起到保护舵和螺旋桨的作用。这艘舰的操控性并不好，据记载有“经常有突然向一边或另一边猛地倾斜”，这可能是由于导向其舵的水流动力不佳所致。然而该舰却需要至少六名水手来操作舵轮。常规配置下，该舰全体乘员共计459名官兵。
“佩尔维涅茨”号最初计划使用“康斯坦丁”号风帆战列舰的上翻新的引擎作为动力，但最终安装了一台由英国莫茲利父子公司制造的三缸水平回程连杆蒸汽机。发动机额定输出功率为1,000匹指示馬力（750千瓦特），带动一具10英尺5英寸（3.2）螺旋桨。蒸汽由4座矩形火管锅炉提供。在1863年7月28日进行海试中，本舰的舰载引擎产生了共1,067匹指示馬力（796千瓦特）功率，并使其达到了最高8節（15每小時；9.2英里每小時）航速。在后来的波罗的海试航中，“佩尔维涅茨”号达到了8.5節（15.7每小時；9.8英里每小時）的航速。该舰最大载重量为500長噸（510公噸）煤炭，但其续航能力尚不清楚。舰上还装有三根桅杆，并装设纵帆，其中下桅杆是铁制的，上桅杆和帆桁则由松木制成。
“佩尔维涅茨”号配备了俄罗斯帝国当时最强大的26门7.72英寸（196）60磅滑膛炮。其中24门安装在舷侧，两门安装在上层甲板的枢轴炮架上，作为追击炮使用。不幸的是在1859年至1860年的试验中，这种炮被证实在200碼（183）的射击距离下都无法穿透4.5英寸（114）厚的锻铁装甲。1874年，舷侧的60磅炮全部被替换为12门8英寸（203）线膛炮，而追击炮则被两门四管3.42英寸（87）4磅炮所取代。
全舰的整个侧面都包覆有4.5英寸厚的锻铁装甲，而在舰体前后两端30英尺（9.1）处开始减少至4英寸（102）厚。装甲背后衬有10英寸（254）厚的柚木并延伸到水线以下4英尺（1.2）处。舰体由六个水密横向舱壁和两个纵向舱壁隔开，以防止水下损坏。舷侧舰体向内倾斜27°来帮助偏转炮弹攻击。顶部开放的指挥塔也被4.5英寸厚的装甲保护着。

## 服役
“佩尔维涅茨”号于1861年11月18日从位于伦敦布莱克沃尔的泰晤士铁厂订购，该厂是一家经验丰富的铁壳船舶制造商，并在几个月前开始建造侧面包覆铁皮的英国皇家海军铁甲舰“米诺陶”号。借此机会，俄罗斯海军建造师和工人被派往伦敦学习英国造船厂所使用的先进技术。该舰实际上在下订单一个月之后才开始建造，并于1863年5月18日下水。1863年8月6日，在伍尔维奇进行海上试航时，“佩尔维涅茨”号意外地撞上了训练舰“厌战”号，但没有造成严重损害。两天后，在蒸汽护卫舰“海军元帅”号的护送下，该舰与英国船员一同前往俄罗斯。同年8月17日，“佩尔维涅茨”号抵达喀琅施塔得，并在那里进行舾装。该舰最终于1864年7月28日入役，并被编入波罗的海舰队。包括运输和舾装费用，该舰总共花费了917,000卢布。
在“佩尔维涅茨”号的整个服役生涯中一直都被配属在炮兵训练支队，并且经常被换装舰载武器装备，以供官兵训练使用一些最新服役的火炮。1881年，该舰在炮台上安装了10门8英寸和两门6英寸（152）后膛炮，并在上层甲板上安装了两门6英寸火炮作为追击炮。有时也会在上层甲板延伸到舷墙的平台上，安装1门9英寸（229）迫击炮，1门2.5英寸（64）巴拉诺夫炮，1门1.75英寸（44）恩斯特伦炮，两门1英寸（25）帕姆克蘭茨自动炮，以及1门不确定口径的霍奇基斯机炮（可能是37（1.5英寸）或47（1.9英寸））。由于迫击炮对船舶结构造成压力，因此在1881年被拆除。到1890年，这些火炮被换成了两门120（4.7英寸），两门47毫米和4门37毫米炮。
由于服役期间舰体横滚得很厉害，因此“佩尔维涅茨”号在1864至1865年的冬天安装了舭龙骨，这是该技术首次应用在俄罗斯舰艇上。1869年8月15日，该舰与铁甲舰“克里姆林宫”号、“彼得罗巴普洛夫斯克”号、巡航舰“奥列格”号以及护卫舰“勇士”号一起在霍格兰海岸参加演习。期间，“克里姆林宫”号撞上了“奥列格”号，致使舰上445名船员中有16人遇难。“佩尔维涅茨”号在事故中协助救起了部分幸存者。为了缓解舵手操舵的拥挤环境，1871年该舰的舵轮被从炮台甲板移动到后桅杆前方舷墙上的平台。1872年，该舰参与了对达维多夫火控系统进行了评测，该系统可以用电子方式发射全舰所有火炮，并向炮手指出他们的火炮应该瞄准哪里。指挥塔于1876到1877年间被拆除，并安装了新的锅炉。这使得发动机的功率提高到了11,300匹指示馬力（970千瓦特），并在海试中达到8.5节的速度。“佩尔维涅茨”号于1892年2月13日被重新归类为岸防铁甲舰，并于1904年12月23日被列为预备役。第二年，该舰被解除武装，并最终于1905年9月15日从海军名单上除名。“佩尔维涅茨”号于1908年9月8日被移交给喀琅施塔得港，并改名为“驳船一号”（Barzha No. 1）。
苏维埃方面于1922年6月30日接收了这艘船，并用其运输煤炭至喀朗施塔得。1925年8月7日，“驳船一号”被移交给波罗的海舰队用作煤炭船。1932年1月1日，该船被重新命名为“KP-3”号，1943年7月12日更名为“K-41999”号，1949年5月16日改名为“VSN-491000”号。该船在1950年代末被废弃，但直到1960年代初期才被拆解。

## 脚注

### 出处
1. 1 2  张恩东 (2018)，第178頁.
2. 1 2  杨冯生 (2021)，第76頁.
3. ↑  陈悦 (2015)，第234頁.
4. ↑  李昊 (2020)，第15頁.
5. ↑  香港城市大學中國文化中心 (2006)，第206頁.
6. ↑  馬幼垣 (2009)，第653頁.
7. ↑  袁随善 & 何志刚 (1992)，第159頁.
8. ↑  McLaughlin (2011)，第115頁.
9. 1 2  McLaughlin (2011)，第117頁.
10. 1 2  McLaughlin (2011)，第119頁.
11. ↑  McLaughlin (2011)，第117, 124–126頁.
12. ↑  McLaughlin (2011)，第114, 120, 122頁.
13. ↑  Gardiner (1979)，第174頁.
14. ↑  McLaughlin (2011)，第122, 124頁.
15. ↑  金文杰 (2022)，第7頁.
16. ↑  金文杰 (2022)，第4頁.
17. ↑  McLaughlin (2011)，第115, 126–127頁.
18. ↑  McLaughlin (2011)，第120, 122頁.
19. ↑  . Pall Mall Gazette (1416) (London). 1869-08-26.
20. ↑  . The Standard (14061) (London). 1869-08-27: 5.
21. ↑  McLaughlin (2011)，第122, 124, 126–27頁.
22. ↑  McLaughlin (2011)，第127頁.